# بياتريكس (ملكة هولندية)
الملكة بياتريكس (بالهولندية: Beatrix Wilhelmina Armgard) (31 يناير 1938 -)، الابنة الكبرى للملكة الملكة يوليانا التي تنازلت لها عن العرش هولندا من 30 أبريل 1980 حتى 30 أبريل 2013.

## نشأتها
ولدت بياتريكس فيلهلمينا آرمغارد في 31 يناير 1938 في قصر زوسديك في بارن بهولندا، وهي الطفل الأول للأميرة يوليانا وزوجها برنهارد أمير ليب بيسترفيلد. عُمدت بياتريكس في 12 مايو 1938 في الكنيسة الكبرى في لاهاي. عرابوها الخمسة هم ليوبولد الثالث ملك بلجيكا، الأميرة أليس كونتيسة أثلون، إليزابيت أميرة وبيرمونت، الدوق أدولف فريدريش من مكلنبورغ والكونتيسة ألين دي كوتزبيو. الأسماء الوسطى لبياتريكس هي الأسماء الأولى لجدتها من طرف أمها (الملكة فيلهلمينا آنذاك) وجدتها من طرف والدها (الأميرة آرمغارد من سيرشتوبف كرام).
عندما كانت بياتريكس تبلغ من العمر عامًا واحدًا، في عام 1939، ولدت أختها الصغرى الأميرة إيرين.
اندلعت الحرب العالمية الثانية في هولندا في 10 مايو 1940 (معركة فرنسا). في 13 مايو، أجليت العائلة المالكة الهولندية إلى لندن، المملكة المتحدة. بعد شهر واحد، ذهبت بياتريكس إلى أوتاوا، أونتاريو، كندا، مع والدتها يوليانا وشقيقتها إيرين، بينما ظل والدها برنهارد وجدتها الملكة فيلهلمينا في لندن. عاشت الأسرة في قصر ستورنوواي (مقر إقامة زعيم المعارضة في البرلمان الكندي حاليًا). مع وجود حراس شخصيين ووصيفات في الانتظار، قضت العائلة الصيف في جزيرة بيغوين على بحيرة بايس، أونتاريو، إذ خُصص لهم أربعة أكواخ حجرية تابعة للمنتجع. أثناء تواجدهم في بيغوين، خُزن دستور هولندا في خزينة مبنى روطن في بيغوين. يذكر الكثيرون الأميرة يوليانا وعائلتها بسبب ودّهم وتواضعهم وامتنانهم العام وتبجيلهم الكبير لوطنهم وشعبهم، إذ رفضوا من باب الاحترام لشعبهم قبول الرفاهيات التي يوفرها المنتجع للضيوف، الذي كان يوصف في يوم من الأيام بأنه الأكبر وأفخم منتجع صيفي في كندا. ولكي يوفروا لهم أكبر قدر من الإحساس بالأمان، قام طهاة وطاقم المطبخ بتلبية الطلبات بشكل شخصي وقت الوجبات.
عند مغادرتهم، قام موسيقيو أوركسترا جزيرة بيغوين بالتجمع عند رصيف الميناء وأدوا النشيد الوطني الهولندي هت فلهلموس واستمروا بعد ذلك بتأديته في كل نشاط عام وحتى نهاية الحرب العالمية الثانية. في السنوات التي أعقبت إغلاق منتجع الجزيرة وإهماله، جرى صيانة أكواخ «يوليانا» والحفاظ عليها كتكريم غير رسمي للأميرة يوليانا وعائلتها. تعبيرًا عن الشكر لحمايتها وعائلتها، أرست الأميرة يوليانا عادة تسليم زهور التوليب للحكومة الكندية كل ربيع، والتي تعد محور مهرجان التوليب الكندي.
ولدت الأميرة مارجريت، الأخت الثانية لبياتريكس، في أوتاوا عام 1943. خلال منفاهما في كندا، ارتادت بياتريكس الحضانة ومدرسة روككليف بارك العامة، وهي مدرسة ابتدائية عُرفت فيها بياتريكس باسم «تريكسي أورانج».
في 5 مايو 1945، استسلمت القوات الألمانية في هولندا. عادت العائلة إلى هولندا في 2 أغسطس 1945. ذهبت بياتريكس إلى المدرسة الابتدائية المتقدمة دي فيركبلاتس في بيلتهوفن. ولدت شقيقتها الثالثة الأميرة كريستينا عام 1947. في 6 سبتمبر 1948، خلفت والدتها جدتها فيلهلمينا ملكة هولندا، وأصبحت بياتريكس الوريثة المفترضة للعرش الهولندي في سن العاشرة.

## التعليم
في أبريل 1950، دخلت الأميرة بياتريكس إنركمنتم، وهي جزء من مدرسة بارنش الثانوية، إذ اجتازت في عام 1956 امتحانات التخرج من المدرسة في مادتي الفنون والكلاسيكيات. كانت معلمتها من أبريل 1951 جرترود بورينغ بوخودت، التي ظلت صديقتها المقربة حتى وفاة الآنسة بي بي في عام 1982.
في عام 1954، كانت بياتريكس وصيفة العروس في حفل زفاف البارونة فان راندفيك والسيد تي بوي.
في 31 يناير 1956، احتفلت بياتريكس بعيد ميلادها الثامن عشر. ومنذ ذلك التاريخ، وبموجب دستور هولندا، كان يحق لها تولي امتياز التاج. نصبتها والدتها في ذلك الوقت في مجلس الدولة.
في نفس العام بدأت دراستها في جامعة ليدن. درست في سنواتها الأولى في الجامعة علم الاجتماع وفقه القضاء وعلم الاقتصاد والتاريخ السياسي والقانون الدستوري. حضرت خلال دراستها أيضًا محاضرات حول ثقافات سورينام وجزر الأنتيل الهولندية، ميثاق مملكة الأراضي المنخفضة، العلاقات الدولية، القانون الدولي وتاريخ وقانون الاتحاد الأوروبي.
زارت الأميرة أيضًا العديد من المنظمات الأوروبية والدولية في جنيف وستراسبورغ وباريس وبروكسل. كانت أيضًا عضوًا نشطًا في في في إس إل (اتحاد الطالبات في لايدن)، والذي يُسمى الآن إل إس في مينرفا، بعد الاندماج مع لايدش شتودنتن كوربس (التي كانت قبل ذلك للذكور فقط). في صيف عام 1959، اجتازت امتحانها التمهيدي في القانون، وحصلت بذلك على رخصتها.

## الزواج والأطفال

### الخطبة إلى كلاوس
في 28 يونيو 1965، أعلن عن خطوبة الأميرة بياتريكس من الدبلوماسي الألماني كلاوس فون أمسبرغ. التقى كلاوس وبياتريكس في حفل زفاف الأميرة تاتيانا أميرة ساين فيتجنشتاين برلهبورغ وموريتزلاندجراف هسن في صيف عام 1964. بعد موافقة البرلمان على الزواج، أصبح كلاوس فون أمسبرغ مواطنًا هولنديًا، وبعد زواجه أصبح أمير هولندا.

### الزفاف، 1966
تزوجت بياتريكس من كلاوس فون أمسبرغ في 10 مارس 1966 ضمن احتفال مدني وديني. كانت وصيفات الشرف الرئيسيات الأميرة كريستينا الأخت الصغرى للعروس، الأميرة كريستينا من السويد، السيدة إليزابيث أنسون، يوانا رويل، يوجيني لودون، وأخت العريس كريستينا فون أمسبرغ. كانت وصيفات الشرف الصغار دافني ستيوارت كلارك وكارولين ألتينج فون جيوساو وكان صبيان الزفاف خواكيم جينكل وماركوس فون أوينهاوزن-سيرستوربف.
سافر الزوجان الملكيان إلى الحفل معًا في عربة الدولة الذهبية. أقيمت المراسم المدنية من قبل عمدة أمستردام، جيس فان هال، في مجلس محافظة أمستردام. بورك الزواج في فيستركيرك وترأس المراسم القس هندريك يان كاتر مع خطبة من القس يوهانس هندريك سيليفيس شميت.

## أسرتها
في 10 مارس 1966 تزوجت من الأمير كلاوس، وأنجبا:
- الأمير فيليم ألكسندر (ولد عام 1967، الملك الحالي).
- الأمير فريزو (ولد عام 1968- توفي عام 2013).

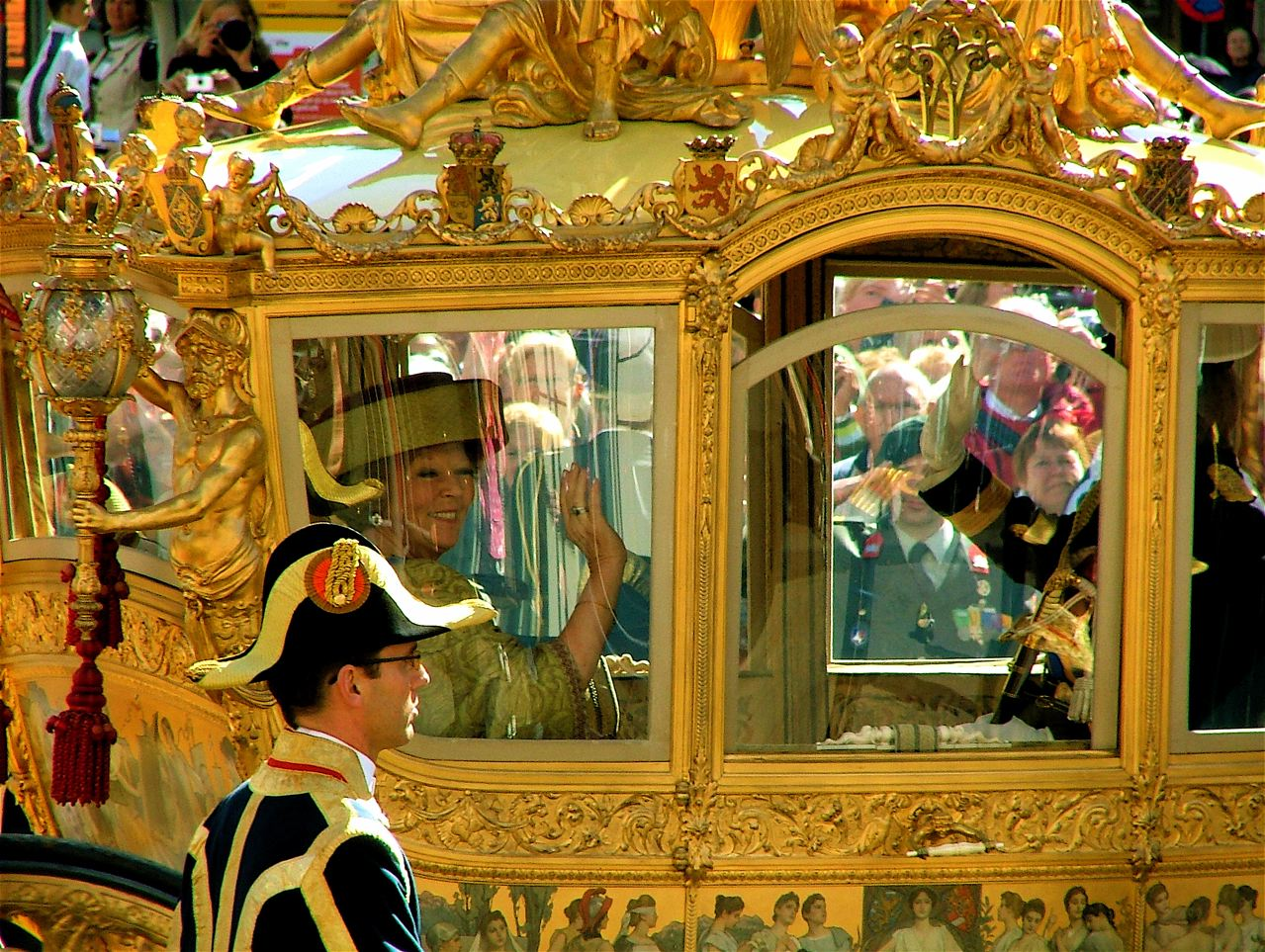
الملكة بياتريكس وابنها فيليم ألكساندر بالعربة الذهبية في 2007.

- الأمير قنسطانطاين (ولد عام 1969).

## الشؤون المالية الملكية

### الثروة الشخصية
عام 2009 قدرت مجلة فوربس ثروتها بحوالي 300 مليون دولارًا أمريكيًا، لكنها لم تعط تفاصيل لإثبات ذلك الرقم.

## التنازل عن العرش
في 28 يناير 2013 في خطاب متلفز، أعلنت بياتريكس عن تنازلها عن العرش لابنها الأكبر الأمير ڨيليم ألكسندر في 30 أبريل يوم عيد الملكة، وقد حددت سببًا لتنازلها عن العرش في هذا العام، إذ قالت أنه العام الذي تبلغ فيه الخامسة والسبعين، ويوافق الذكرى المائتين للملكية الهولندية. وكذلك ستكون قد اعتلت عرش هولندا 33 عامًا بالضبط. وقالت بياتريكس «أنا لا أنسحب لأن مهمتي أصبحت ثقيلة علي، ولكن لاقتناعي بأن مسؤولية بلدنا يجب أن تكون في أيدي جيل جديد». وقالت أيضاً «بكل الثقة انقل العرش إلى ابني ڨيليم ألكسندر أمير أورانج في 30 أبريل».

## روابط خارجية
- مقالات تستعمل روابط فنية بلا صلة مع ويكي بيانات